# 허버트 크뢰머
허버트 크뢰머(독일어: Herbert Kroemer, 1928년 8월 25일~2024년 3월 8일)는 독일의 물리학자이다. 2000년에 고속 광전자 및 광전자 공학에 이용되는 반도체 이질 구조를 연구·개발한 공로로 조레스 알표로프와 함께 노벨 물리학상을 수상했다.

## 수상 경력
- 1973년: J J Ebers Award
- 2000년: 노벨 물리학상
- 2002년: IEEE 영예상